# 三才図会

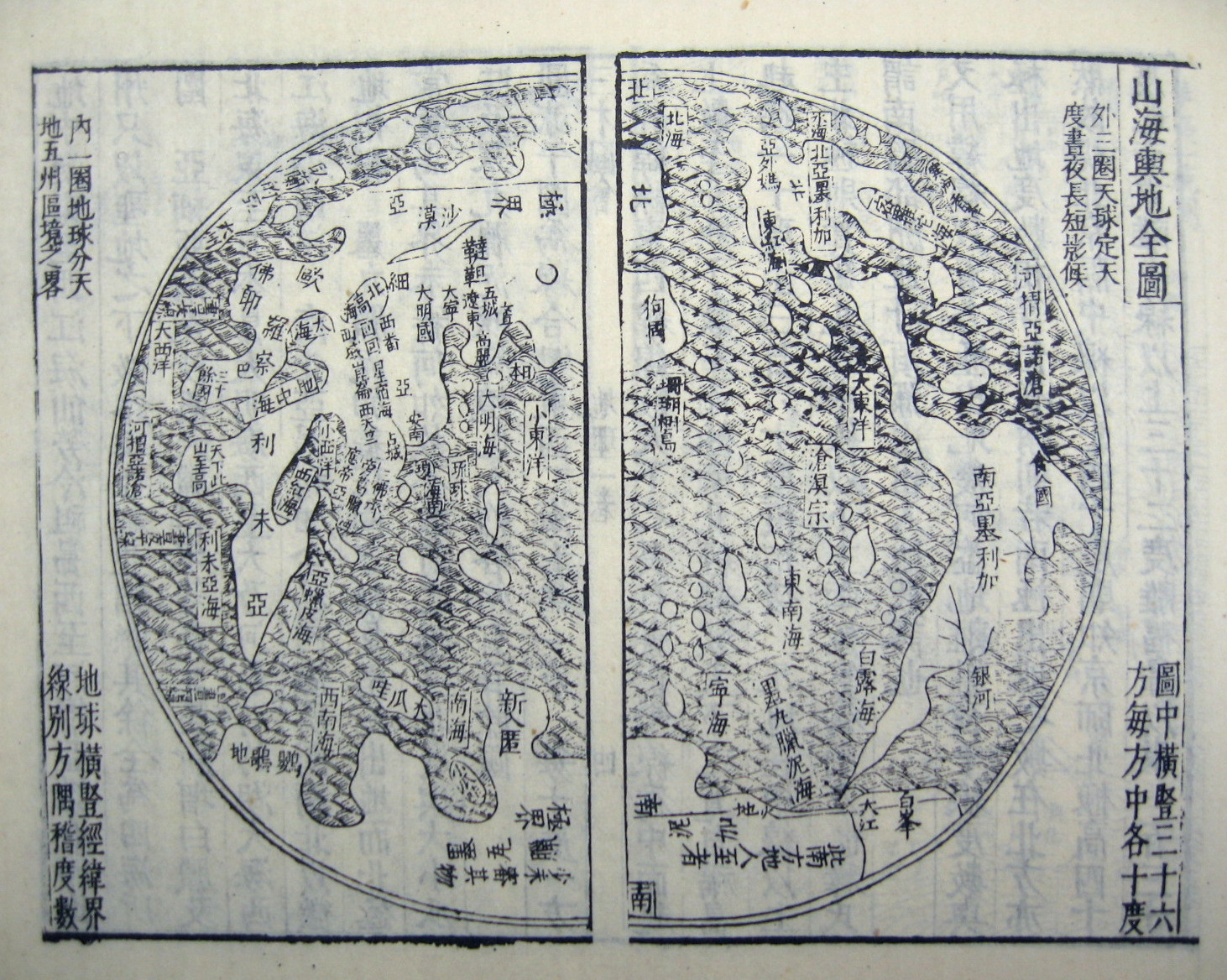
三才図会にある世界地図・山海輿地全図

三才図会（さんさいずえ）は、絵を主体とした中国の類書。明の万暦35年（1607年）に完成し、1609年に出版された。王圻（おうき）とその次男の王思義によって編纂された。全106巻から構成される。

## 概要
三才とは天・地・人をいい、万物を意味する。世界の様々な事物を、天文、地理、人物、時令、宮室、器用、身体、衣服、人事、儀制、珍宝、文史、鳥獣、草木の14部門に分けて説明しており、各項目が図入りである点が本書の大きな特徴である。
江戸時代に日本で出版された類書（百科事典）『和漢三才図会』（寺島良安）は、本書に触発されて編著されたものである。
特に中国の歴史人物の絵が多数載っているため、日本の中国史の書籍には『三才図会』から画像を引用していることが多い。しかし、この本の歴史人物の画像は歴史的に根拠があるものではなく、古く清の時代の『四庫全書総目提要』でもこの点は批判されている。
動植物の絵には正確なものもあるが、文献の記載から絵をおこしたために、鱟（カブトガニ）のように実物とかけはなれた絵になっている場合もある（なお『和漢三才図会』では正確なカブトガニの絵が描かれている）。

## 各巻の構成
| 巻名     | 主な内容                                                                                             |
| -------- | --- |
| 天文1巻  | 天文総図、太微垣、紫微垣、天市垣                                                                     |
| 天文2巻  | 東方七宿、北方七宿、西方七宿                                                                         |
| 天文3巻  | 南方七宿、星図、日月週天、五星週天、黄道宿                                                           |
| 天文4巻  | 五辰、北極、日食、月食、月                                                                           |
| 地理1巻  | 山海輿地全図、華夷、北直、南直、山東、山西、陝西、河南                                               |
| 地理2巻  | 浙江、江西、湖広、四川、福建、広東、広西、雲南、貴州                                                 |
| 地理3巻  | 九辺、遼東、蘇州                                                                                     |
| 地理4巻  | 黄河、長江、広東沿海、福建沿海                                                                       |
| 地理5巻  | 浙江沿海、山東沿海、遼東沿海、海運、海市                                                             |
| 地理6巻  | 順天京城、応天京城                                                                                   |
| 地理7巻  | 天平山、洞庭山、黄山                                                                                 |
| 地理8巻  | 泰山、崑崙山、華山、蓬莱山                                                                           |
| 地理9巻  | 西湖、天目山、金華山、補陀山                                                                         |
| 地理10巻 | 楚江、赤壁山、鹿門山                                                                                 |
| 地理11巻 | 蜀都、峨眉山、武夷山、蓮峰山、壺公山                                                                 |
| 地理12巻 | 羅浮山、桂林、七星巌、九鼎山、方丈山                                                                 |
| 地理13巻 | 東夷（日本、朝鮮）、西夷（吐蕃）、南夷（安南）、北夷（韃靼）、東南夷（琉球）、西南夷、東北夷、西北夷 |
| 地理14巻 | 九州図、五服図、疆界、貢賦之道、六郷図、六逐図、井田溝洫                                             |
| 地理15巻 | 百畝、禄田、春秋列国、十五国、国図、十道、唐十五採訪使、唐郡名                                       |
| 地理16巻 | 国図、歴代帝都、田圃、井、地形図、龍穴砂水図、中国三大幹図                                           |
| 人物1巻  | 三皇五帝、殷、周、戦国                                                                               |
| 人物2巻  | 西漢、東漢、呉、晋、唐、宋                                                                           |
| 人物3巻  | 五代、元、明                                                                                         |
| 人物4巻  | 倉頡、后稷、太公、五帝三王名臣、孔子、孟子、荘子、張良、韓信、司馬遷、屈原                           |
| 人物5巻  | 諸葛亮、関羽、司馬懿、周瑜、陶淵明                                                                   |
| 人物6巻  | 顔師古、郭子儀、顔真卿、李白、杜甫、白楽天                                                           |
| 人物7巻  | 岳飛、米芾、蘇軾、司馬光                                                                             |
| 人物8巻  | 耶律楚材、王忠文、軒左都、魏文靖、道統総図、伝経図説、                                               |
| 人物9巻  | 釈迦牟尼、三十三祖、布袋和尚、十八羅漢尊者                                                           |
| 人物10巻 | 観音、老子、西王母                                                                                   |
| 人物11巻 | 張道陵、左慈、八仙                                                                                   |
| 人物12巻 | 異国                                                                                                 |
| 人物13巻 | 異国、蓐収、相柳、帝江                                                                               |
| 時令1巻  | 気候、暦                                                                                             |
| 時令2巻  | 六十年神方位                                                                                         |
| 時令3巻  | 十二月方位、天運星                                                                                   |
| 時令4巻  | 天運星、周堂、九星吉凶                                                                               |
| 宮室1巻  | 宮、殿、堂、楼、宅、庭、市、廟、学、坊、厨、竈                                                       |
| 宮室2巻  | 田廬、牛室、倉、厩、厠、城、橋                                                                       |
| 宮室3巻  | 陽宅内形吉凶                                                                                         |
| 宮室4巻  | 陽宅外形吉凶、四位宅                                                                                 |
| 器用1巻  | 鼎、壺、盆、鑑                                                                                       |
| 器用2巻  | 尊、圭、玉、璧、漏刻、規矩、度量衡                                                                   |
| 器用3巻  | 楽器                                                                                                 |
| 器用4巻  | 舞、干、筏、船                                                                                       |
| 器用5巻  | 車、網、釣竿、蟹断                                                                                   |
| 器用6巻  | 武器、旗                                                                                             |
| 器用7巻  | 砲、火器                                                                                             |
| 器用8巻  | 火器                                                                                                 |
| 器用9巻  | 養蚕、織機                                                                                           |
| 器用10巻 | 農具、水車                                                                                           |
| 器用11巻 | 農具                                                                                                 |
| 器用12巻 | 文房具、仏具、薬研、鉢、扇、照明、刑具                                                               |
| 身体1巻  | 五臓                                                                                                 |
| 身体2巻  | 五臓、経絡                                                                                           |
| 身体3巻  | 脈                                                                                                   |
| 身体4巻  | 脈、八会                                                                                             |
| 身体5巻  | 病、診四時、傷寒熱                                                                                   |
| 身体6巻  | 瘡図                                                                                                 |
| 身体7巻  | 人相                                                                                                 |
| 衣服1巻  | 衣、帽子                                                                                             |
| 衣服2巻  | 国朝冠服                                                                                             |
| 衣服3巻  | 衣、笠、蓑、沓、僧衣、道衣、防具                                                                     |
| 人事1巻  | 鼓琴、象戯、打馬                                                                                     |
| 人事2巻  | 囲棋                                                                                                 |
| 人事3巻  | 書、永字八法、草訣百韻、隷字法                                                                       |
| 人事4巻  | 書、画                                                                                               |
| 人事5巻  | 画                                                                                                   |
| 人事6巻  | 画、除紅                                                                                             |
| 人事7巻  | 武芸                                                                                                 |
| 人事8巻  | 八陣、牌図                                                                                           |
| 人事9巻  | 律呂、舞楽                                                                                           |
| 人事10巻 | 二十四気脩真図、遊戯                                                                                 |
| 儀制1巻  | 王宮                                                                                                 |
| 儀制2巻  | 王宮                                                                                                 |
| 儀制3巻  | 鹵簿、儀仗                                                                                           |
| 儀制4巻  | 儀仗                                                                                                 |
| 儀制5巻  | 帝室                                                                                                 |
| 儀制6巻  | 帝室                                                                                                 |
| 儀制7巻  | 祭礼                                                                                                 |
| 儀制8巻  | 祭礼、軍、刑罰                                                                                       |
| 珍宝1巻  | 金石、銭                                                                                             |
| 珍宝2巻  | 銭                                                                                                   |
| 文史1巻  | 河図、八卦                                                                                           |
| 文史2巻  | 詩経                                                                                                 |
| 文史3巻  | 春秋二十国年表、詩文                                                                                 |
| 文史4巻  | 詩文                                                                                                 |
| 鳥獣1巻  | 鳥類                                                                                                 |
| 鳥獣2巻  | 鳥類                                                                                                 |
| 鳥獣3巻  | 獣類                                                                                                 |
| 鳥獣4巻  | 獣類                                                                                                 |
| 鳥獣5巻  | 鱗類                                                                                                 |
| 鳥獣6巻  | 鱗類、介類、虫類                                                                                     |
| 草木1巻  | 草類                                                                                                 |
| 草木2巻  | 草類                                                                                                 |
| 草木3巻  | 草類                                                                                                 |
| 草木4巻  | 草類                                                                                                 |
| 草木5巻  | 草類                                                                                                 |
| 草木6巻  | 草類                                                                                                 |
| 草木7巻  | 草類                                                                                                 |
| 草木8巻  | 木類                                                                                                 |
| 草木9巻  | 木類                                                                                                 |
| 草木10巻 | 蔬類                                                                                                 |
| 草木11巻 | 菓類、穀類                                                                                           |
| 草木12巻 | 花卉類                                                                                               |

## 参考資料
- 『三才図会』全3冊 上海古籍出版社 1988年